# Sugar (bromfiets)
Sugar is een Belgisch historisch merk van bromfietsen.
Dit merk bracht in 1951 motorfietsjes op de markt die voorzien waren van een 48cc-VAP-tweetaktmotortje dat als zijboordmotor naast het achterwiel was aangebracht. De aandrijving geschiedde door een korte ketting. De productie werd al datzelfde jaar stopgezet.